# Stolica Polski
Stolica Polski – główna siedziba administracyjna Polski, której funkcję pełni obecnie Warszawa.
Pierwszą konstytucją, w której określono stolicę Polski, była Konstytucja Polskiej Rzeczypospolitej Ludowej z 1952 (art. 90).

## Historia

### Średniowiecze
W średniowieczu termin „stolica Polski” miał ograniczone i inne od współczesnego znaczenie. Suwereni (np. Mieszko I) nie mieli stałych siedzib, skąd sprawowaliby władzę. Byli w ciągłej podróży i wszelkie sprawy wagi państwowej czy lokalnej były rozpatrywane w miejscu, w którym akurat przebywali. Np. w 1257 roku Bolesław Wstydliwy wydał akt lokacyjny Krakowa na wiecu nieopodal wsi Kopernia (koło Pińczowa). Dopiero w późnym średniowieczu, wobec stale zwiększającej się roli i zakresu władzy centralnej, w stolicy na stałe rezydowali urzędnicy „centralni” np. kanclerz.
Zgodnie z regestem dokumentu Dagome iudex z ok. 991, którego wystawcą był Mieszko I, za jedyną formalną stolicę państwa polskiego uważano wówczas Gniezno. Informacjami potwierdzającymi to są umieszczenie w Gnieźnie relikwii św. Wojciecha i zorganizowanie zjazdu gnieźnieńskiego oraz koronacje królewskie w Gnieźnie.
Za rządów Kazimierza Odnowiciela w związku ze zniszczeniem Gniezna w 1038 przez najazd księcia czeskiego Brzetysława I stolicę przeniesiono do Krakowa. Za panowań Władysława Hermana i Bolesława III Krzywoustego funkcję stolicy pełnił Płock, jednak późniejsi władcy wrócili do Krakowa. 
W średniowiecznej Kronice polskiej Galla Anonima spisanej w latach 1112–1116 Wrocław obok Krakowa oraz Sandomierza zaliczony został do jednej z trzech stolic Królestwa Polskiego. Wynika to z faktu funkcjonowania na terenie ówczesnej Polski trzech księstw – Polski (Wielkopolska i Małopolska), Śląska i księstwa sandomierskiego. Kolejne księstwa – mazowieckie i pomorskie powstały już po okresie sporządzania kroniki przez Galla Anonima. 
Podczas panowania Przemysła II (1295-1296) stolicę stanowił Poznań.
W latach 1481-1483 za sprawą królewicza Kazimierza (który został namiestnikiem króla Kazimierza IV Jagiellończyka w Koronie) , Radom stanowił miejsce sprawowania władzy w Królestwie Polskim 
Kraków był pierwszym miastem stołecznym.

### Czasy nowożytne
Zygmunt August jako pierwszy przeprowadził się na stałe z dworem i urzędami centralnymi do Warszawy – stało się to we wrześniu 1568 r. Konstytucja sejmu lubelskiego z 1569 r. określiła miasto na Mazowszu jako stałe miejsce zwoływania Sejmów. Po śmierci ostatniego Jagiellona sytuacja z powrotem uległa zmianie – Henryk Walezy rezydował z powrotem w Krakowie, a Stefan Batory wolał m.in. Grodno.

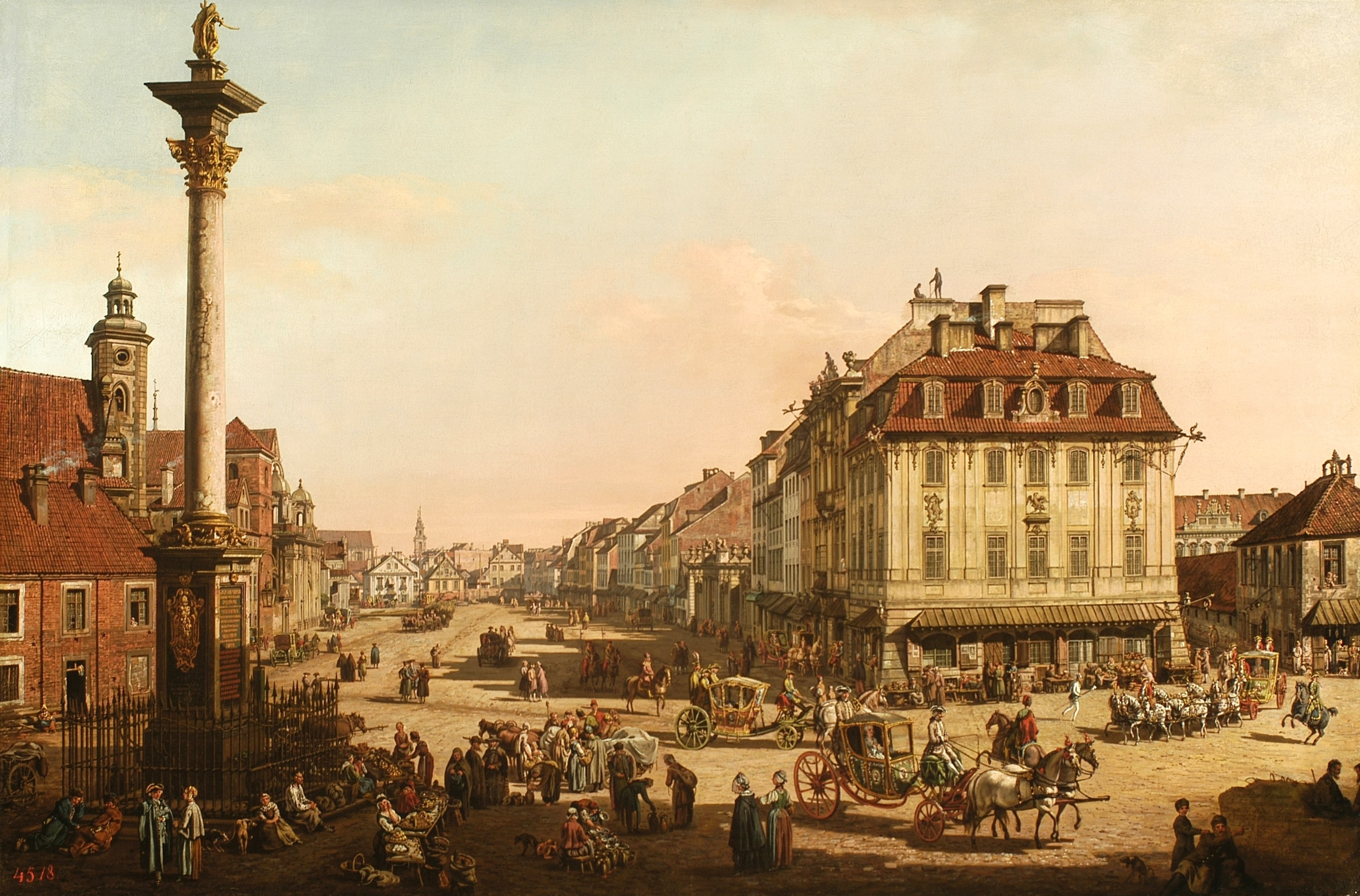
Warszawa wraz z Zamkiem Królewskim w XVIII wieku na obrazie Bernarda Bellotta

W początkowych latach panowania Zygmunt III Waza również wolał Kraków, jednak ciągłe podróże na Sejmy oraz sprawy szwedzkie sprawiały, iż przez długi okres był on w nim nieobecny.
W 1596 r. rozpoczął on proces wyjazdu dworu królewskiego do Warszawy, która ze względu na centralne położenie stała się ważnym łącznikiem między głównymi centrami politycznymi Polski i Litwy, Krakowem i Wilnem, do Warszawy przeniesiono z Krakowa także urzędy centralne, tj. urzędy marszałkowski, kanclerski i podskarbiński, które zostały umieszczone w rozbudowanym po 1598 na rozkaz króla Zamku Królewskim. Znaczenie ku podjęciu tej decyzji miała także polityka wewnętrzna monarchy – nowa stolica z nową elitą oraz otoczenie składające się przeważnie z drobnej katolickiej szlachty były atrakcyjniejsze niż bogata i średnia szlachta małopolska, wywodząca się ze znanych rodów oraz często innowiercza. Mniej istotnym powodem był pożar w 1595 r. na Wawelu podczas eksperymentu alchemicznego w obecności króla. Proces przenoszenia dworu trwał do 25 maja 1609. Dwór królewski spławiano do Warszawy Wisłą. Kraków jednak nadal pozostawał oficjalną stolicą Rzeczypospolitej; tam też koronowali się kolejni władcy (z wyjątkiem Stanisława Leszczyńskiego i Stanisława Augusta Poniatowskiego). Warszawę uznawano za „miasto rezydencjonalne Jego Królewskiej Mości”.
Za panowania Wettynów głównym miastem rezydencjonalnym królów było Drezno, a poza Warszawą rolę nieformalnej stolicy pełniła Wschowa w Wielkopolsce, w której królowie okresowo rezydowali, zwoływali posiedzenia senatu oraz przyjmowali zagranicznych dyplomatów.

### XIX wiek
W czasie zaborów powstawały na ziemiach polskich kraje i księstwa z różnym zakresem autonomii. W latach 1807–1815 Warszawa była stolicą Księstwa Warszawskiego, a od 1807 do 1814 Gdańsk był stolicą Wolnego Miasta Gdańska (oba twory były zależne od Francji). W 1815 powstały Królestwo Polskie (kongresowe) ze stolicą w Warszawie, Wolne Miasto Kraków ze stolicą w Krakowie oraz Wielkie Księstwo Poznańskie ze stolicą w Poznaniu. Przez cały okres zaborów istniało Królestwo Galicji i Lodomerii ze stolicą we Lwowie, w którym od 1867 roku Polacy cieszyli się najszerszą autonomią pod zaborami. Jeszcze w II RP pełna nazwa Lwowa brzmiała Królewskie Stołeczne Miasto Lwów.

### XX wiek

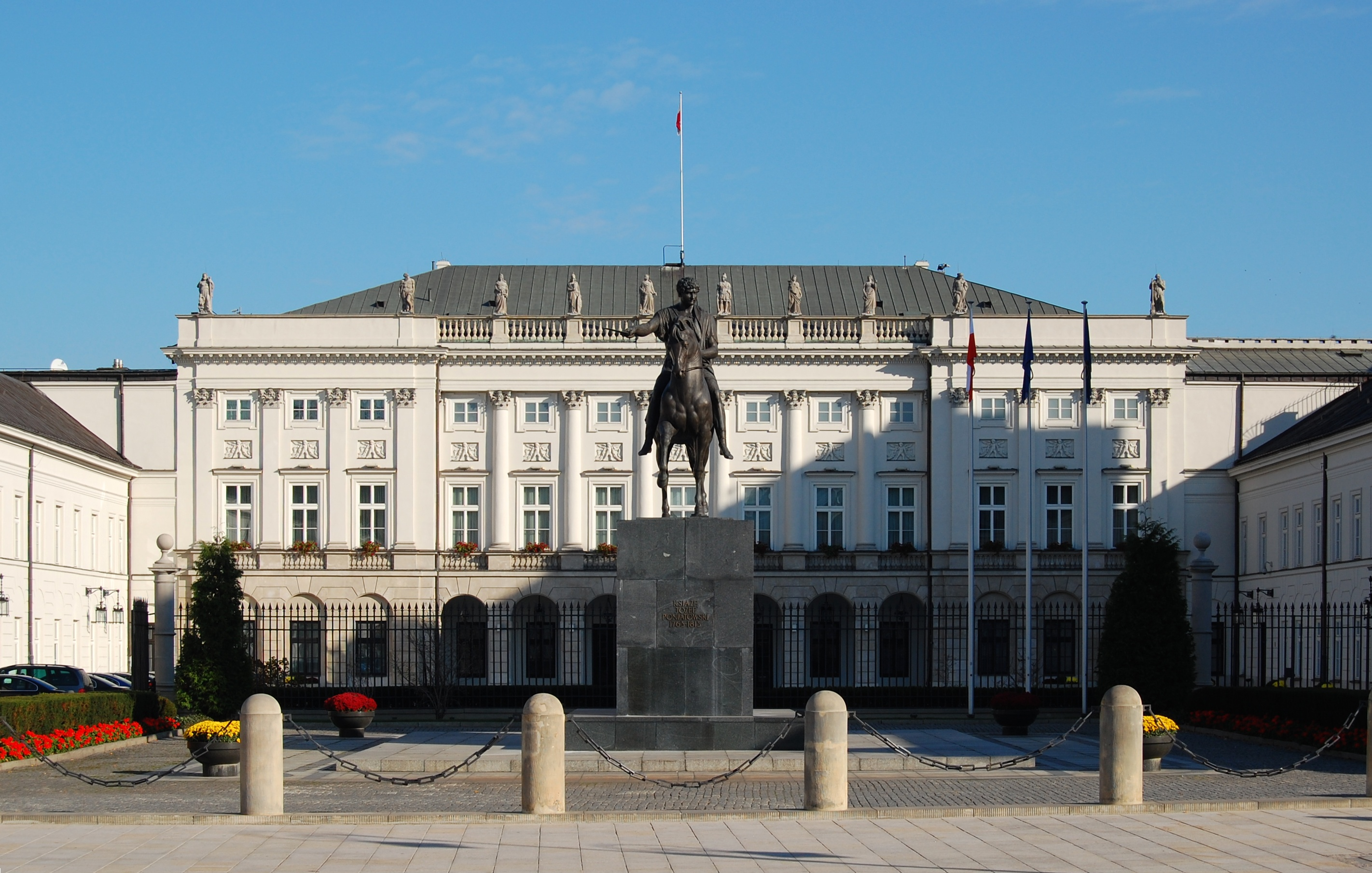
Pałac Prezydencki w Warszawie

W momencie odzyskiwania niepodległości istniało kilka lokalnych ośrodków władzy m.in. w Lublinie (Tymczasowy Rząd Ludowy Republiki Polskiej Ignacego Daszyńskiego), Krakowie (Polska Komisja Likwidacyjna), Poznaniu (Naczelna Rada Ludowa), Cieszynie (Rada Narodowa Księstwa Cieszyńskiego).
Od września 1939 do listopada Rząd RP na uchodźstwie rezydował w Paryżu, następnie w Angers, a po klęsce Francji w czerwcu 1940 – w Londynie. 6 lipca 1945, Wielka Brytania i Stany Zjednoczone wycofały uznanie dyplomatyczne Rządu RP na uchodźstwie, uznając natomiast Tymczasowy Rząd Jedności Narodowej.
Podczas okupacji hitlerowskiej siedzibą utworzonego na terenie Polski Generalnego Gubernatorstwa był Kraków.
22 lipca 1944 roku w Chełmie został ogłoszony manifest Polskiego Komitetu Wyzwolenia Narodowego, a samo miasto stało się siedzibą tego rządu. 27 lipca główna siedziba PKWN została przeniesiona do Lublina. 31 grudnia 1944 roku w miejsce PKWN powstał Rząd Tymczasowy Rzeczypospolitej Polskiej, który rezydował w Lublinie do 1 lutego 1945, kiedy to przeniósł swoją siedzibę do niedawno odbitej Warszawy. Okres od 22 lipca 1944 roku do 1 lutego 1945 roku bywa nazywany jako okresem Polski Lubelskiej.
Związku z sporymi zniszczeniami Warszawy rząd komunistyczny planował przenieść stolicę Polski z Warszawy do Łodzi, ze względu na robotniczo-lewicową przeszłość miasta, oraz na dość niewielkie zniszczenia wojenne, jednakże takie plany nigdy nie zostały zrealizowane.
Obecną, administracyjną stolicą Polski jest Warszawa. Od 1952 r. zapis o stołeczności Warszawy znajduje się w konstytucji – art. 29 Konstytucji Rzeczypospolitej Polskiej z dnia 2 kwietnia 1997 roku (Dz.U. z 1997 r. nr 78, poz. 483).

## Stolice Polski chronologicznie
| Miasto   | Lata sprawowania funkcji stołecznych | Dodatkowe informacje                                              |
| -------- | ------------------------------------ | ----------------------------------------------------------------- |
| Gniezno  | 966–1038                             | umownie                                                           |
| Kraków   | 1038–1079                            | umownie                                                           |
| Płock    | 1079–1138                            | umownie                                                           |
| Kraków   | 1138–1295                            |                                                                   |
| Poznań   | 1295–1296                            | umownie (w okresie panowania Przemysła II)                        |
| Kraków   | 1296–1596                            |                                                                   |
| Warszawa | 1596–1795                            | De iure stolicą był Kraków                                        |
| Warszawa | 1807–1832                            | Stolica księstwa Warszawskiego i kongresowego Królestwa Polskiego |
| Kraków   | 1815–1848                            | Stolica Rzeczpospolitej Krakowskiej                               |
| Warszawa | 1917–18 listopada 1918               | Stolica Królestwa Polskiego                                       |
| Lublin   | 7 listopada–11 listopada 1918        | Siedziba Tymczasowego Rządu Ludowego Republiki Polskiej           |
| Warszawa | 1918–1939                            |                                                                   |
| Chełm    | 22 lipca 1944–27 lipca 1944          | Miejsce ogłoszenia manifestu PKWN                                 |
| Lublin   | 27 lipca 1944–30 stycznia 1945       | Siedziba PKWN oraz Rządu Tymczasowego Rzeczypospolitej Polskiej   |
| Warszawa | 1 lutego 1945–dziś                   | Obecna stolica                                                    |